# Christian Süß
Christian Süß (ur. 28 lipca 1985 w Ahlen) – niemiecki tenisista stołowy, wicemistrz olimpijski z Pekinu (2008), medalista mistrzostw świata i mistrzostw Europy.
W karierze juniorskiej występował w drużynach: TTC GW Hamm oraz TSG Dülmen, a latach 1999–2001 był zawodnikiem TTC Altena. Mając 16 lat został zawodnikiem Borussii Düsseldorf, z którą dwa lata później zdobył mistrzostwo niemieckiej Bundesligi. W 2014 podpisał kontrakt z drużyną TTC Fulda-Maberzell, gdzie występował do 2018. W sezonie 2018/2019 był zawodnikiem zespołu SV Union Velbert.

## Sukcesy
Na podstawie.

### Igrzyska olimpijskie
- 2008 – srebrny medal (drużynowo)

### Mistrzostwa świata
- 2012 – srebrny medal (drużynowo)
- 2010 – srebrny medal (drużynowo)
- 2006 – brązowy medal (drużynowo)
- 2005 – srebrny medal (gra podwójna)
- 2004 – srebrny medal (drużynowo)

### Mistrzostwa Europy
- 2010 – brązowy medal (gra pojedyncza)
- 2010 – złoty medal (gra podwójna)
- 2010 – złoty medal (drużynowo)
- 2009 – złoty medal (gra podwójna)
- 2009 – złoty medal (drużynowo)
- 2008 – złoty medal (gra podwójna)
- 2008 – złoty medal (drużynowo)
- 2007 – złoty medal (gra podwójna)
- 2007 – złoty medal (drużynowo)
- 2005 – brązowy medal (gra podwójna)